# 263 av. J.-C.
Cette page concerne l'année 263 av. J.-C. du calendrier julien proleptique.

## Événements
- 1er avril (21 avril du calendrier romain) : début à Rome du consulat de Manius Valerius Maximus Corvinus Messalla et Manius Otacilius Crassus[1]. Les deux consuls sont envoyés en Sicile et Valerius met le siège devant Syracuse. Hiéron II demande la paix et conclut une alliance avec Rome contre Carthage. Il se reconnaît tributaire[2].
- 20 août (13 septembre du calendrier romain) : à Rome, Cnaeus Fulvius Maximus Centumalus, élu dictateur, plante un clou au mur du temple de Jupiter capitolin pour arrêter la peste qui sévit depuis deux ans[1].

- Début du règne de Eumène Ier, souverain attalide de Pergame[3].
- Le roi d’Épire Alexandre, qui tentait d’occuper à nouveau la Macédoine, est écrasé à Derdia par Démétrios, le fils de Gonatas. Il doit se réfugier en Acarnanie[4]. Aidé par ses alliés, il parvient à se rétablir en Épire et partage l’Acarnanie avec les Étoliens (fin en 240 av. J.-C.).

## Naissances
- Antiochos Hiérax, prince séleucide.
- Antigone III Doson, futur roi de Macédoine.

## Décès
- Philétairos, roi de Pergame.